# Óscar Muñoz (actor)
Óscar Muñoz David (nacido el 23 de marzo de 1966, en Barcelona, España), es un actor de doblaje español y actor de doblaje de voz, programas de TV, de diversas películas y videojuegos. Es la voz de Elijah Wood y Hayden Christensen, entre otros.
Es hermano menor del también actor de doblaje Pep Antón Muñoz, siendo la voz habitual para España, Andorra, Guinea Ecuatorial y zonas del Norte de África dónde es oficial o se habla el Español de los siguientes actores Hugh Grant, Tim Roth, Billy Bob Thornton o Christoph Waltz.

## Filmografía
| Doblaje Películas      | Doblaje Películas                                 | Doblaje Películas  | Doblaje Películas  | Doblaje Películas |
| Año                    | Título                                            | Papel              | Actor Original     | Notas             |
| ---------------------- | ------------------------------------------------- | ------------------ | ------------------ | ----------------- |
| 1964                   | ¡Qué noche la de aquel día! (Doblaje 2001)        | George Harrison    | George Harrison    | Voz               |
| 2000                   | Chicago Hope                                      | Dr. Sean Underhill | John Di Maggio     | Voz               |
| 2000 (Doblaje en 2002) | El pudding mágico                                 | Bunyip Bluegum     | Geoffrey Rush      | Voz               |
| 2001                   | El Señor de los Anillos: la Comunidad del Anillo  | Frodo Bolsón       | Elijah Wood        | Voz               |
| 2002                   | El Señor de los Anillos: las dos torres           | Frodo Bolsón       | Elijah Wood        | Voz               |
| 2002                   | Star Wars: Episodio II - El Ataque de los Clones  | Anakin Skywalker   | Hayden Christensen | Voz               |
| 2002 (Doblaje en 2005) | Miércoles de Ceniza                               | Sean Sullivan      | Elijah Wood        | Voz               |
| 2003                   | Spy Kids 3                                        | The Guy            | Elijah Wood        | Voz               |
| 2003                   | El Señor de los Anillos: el retorno del Rey       | Frodo Bolsón       | Elijah Wood        | Voz               |
| 2004                   | ¡Olvídate de mí!                                  | Patrick            | Elijah Wood        | Voz               |
| 2004                   | Todo Lo Que Quiero                                | Jones              | Elijah Wood        | Voz               |
| 2005                   | Star Wars: Episodio III - La venganza de los sith | Anakin Skywalker   | Hayden Christensen | Voz               |
| 2007                   | Bobby                                             | William            | Elijah Wood        | Voz               |
| 2007                   | Crows Zero                                        | Takeshi Mikami     | Hisato Izaki       | Voz               |
| 2009                   | Crónicas Mutantes                                 | Juba Kim Wu        | Tom Wu             | Voz               |
| 2009                   | Crows Zero II                                     | Takeshi Mikami     | Hisato Izaki       | Voz               |
| 2012                   | El hobbit: un viaje inesperado                    | Frodo Bolsón       | Elijah Wood        | Voz               |
| 2014                   | El hobbit: la batalla de los Cinco Ejércitos      | Frodo Bolsón       | Elijah Wood        | Voz               |

| Doblaje TV             | Doblaje TV            | Doblaje TV   | Doblaje TV                  | Doblaje TV |
| Año                    | Título                | Papel        | Actor Original              | Notas      |
| ---------------------- | --------------------- | ------------ | --------------------------- | ---------- |
| 2011 (Doblaje en 2012) | Wilfred               | Ryan Newman  | Elijah Wood                 | Voz        |
| 2013 (Doblaje en 2015) | Alisa, que no fue así | Goulbi, Jane | Anton Bogdanov Andrey Birin | Voz        |

| Videojuegos | Videojuegos                                                   | Videojuegos     | Videojuegos    | Videojuegos |
| Año         | Título                                                        | Papel           | Actor Original | Notas       |
| ----------- | ------------------------------------------------------------- | --------------- | -------------- | ----------- |
| 2002        | El Señor de los Anillos: la Comunidad del Anillo (videojuego) | Frodo Bolsón    | Elijah Wood    | Voz         |
| 2003        | El Señor de los Anillos: el retorno del Rey (videojuego)      | Frodo Bolsón    | Elijah Wood    | Voz         |
| 2006        | La Leyenda De Spyro: Un Nuevo Comienzo                        | Spyro El dragón | Elijah Wood    | Voz         |
| 2007        | La Leyenda de Spyro: La Noche Eterna                          | Spyro El dragón | Elijah Wood    | Voz         |
| 2008        | La Leyenda de Spyro: La Fuerza del Dragón                     | Spyro El dragón | Elijah Wood    | Voz         |